# Landos
Landos település Franciaországban, Haute-Loire megyében. Lakosainak száma 869 fő (2022. január 1.). Landos Arlempdes, Barges, Le Bouchet-Saint-Nicolas, Le Brignon, Cayres, Costaros, Rauret, Saint-Étienne-du-Vigan, Saint-Haon és Saint-Paul-de-Tartas községekkel határos.

## Népesség
A település népességének változása:
| Lakosok száma | 1205 | 1064 | 1006 | 882  | 917  | 898  | 891  | 878  | 872  | 869  |
|               | 1968 | 1982 | 1990 | 2006 | 2013 | 2015 | 2017 | 2019 | 2020 | 2022 |